# 1942 en combiné nordique
| Années du combiné nordique : 1939 - 1940 - 1941 - 1942 - 1943 - 1944 - 1945    |
| Décennies du combiné nordique : 1910 - 1920 - 1930 - 1940 - 1950 - 1960 - 1970 |

Cette page reprend les résultats de combiné nordique de l'année 1942.

## Festival de ski d'Holmenkollen
L'édition 1942 du festival de ski d'Holmenkollen fut annulée.

## Jeux du ski de Lahti
L'épreuve de combiné des Jeux du ski de Lahti 1942 fut annulée.

## Championnats nationaux

### Championnat d'Allemagne
Le championnat d'Allemagne de combiné nordique 1942 fut annulé.

### Championnat des États-Unis
Le championnat des États-Unis 1942 se déroula à Brattleboro, dans le Vermont. Il a été remporté par Howard Chivers.

### Championnat de Finlande
Les résultats du championnat de Finlande 1942 manquent.

### Championnat de France
Les résultats du championnat de France 1942 manquent.

### Championnat d'Islande
Le champion d'Islande 1942 fut Jónas Ásgeirsson, qui remportait là son troisième titre de champion d'Islande.

### Championnat d'Italie
Le championnat d'Italie 1942 fut remporté par Rinaldo Vitalini, devant Antonio La Casa et Giovanni Perenni.

### Championnat de Norvège
Le championnat de Norvège 1942 fut annulé.

### Championnat de Pologne
Le championnat de Pologne 1942 fut annulé.

### Championnat de Suède
Le championnat de Suède 1942 a distingué John Westbergh, du club Anundsjö IF (sv). Le club champion fut également le Anundsjö IF (sv).

### Championnat de Suisse
Le Championnat de Suisse de ski 1942 a eu lieu à Grindelwald.
Le champion 1942 fut Otto von Allmen, de Wengen.